# People’s Automobile Company
Die People’s Automobile Company war ein US-amerikanischer Hersteller von Omnibussen und leichten Personenwagen und eines der ersten Unternehmen, das Automobile als Kit Car anboten.

## Unternehmensgeschichte
Das Unternehmen wurde 1900 in Cleveland in Ohio gegründet. Paul Gaeth wurde als Konstrukteur angeworben. Ziel war die Produktion von Omnibussen. Im gleichen Jahr begann die Produktion von Personenkraftwagen und Bussen. Der Markenname lautete People’s. Ab 1901 ergänzte ein weiteres Modell das Sortiment, das als Buckeye vermarktet wurde und auch als Kit Car erhältlich war. Im Januar 1902 begann die Insolvenz.
Gath gründete später die Gaeth Motor Car Company.
Es bestand keine Verbindung zur Logan Construction Company und zur Buckeye Wagon & Motor Car Company, die den gleichen Markennamen Buckeye verwendeten.

## „People’s Rail-less Streetcar“
Im Jahr 1900 kam es in Cleveland zu einem langen Streik des Personals der lokalen Straßenbahn. Das brachte ansässige Geschäftsleute auf die Idee, Busse zu bauen, mit denen Passagiere befördert werden sollte. Die People’s Automobile Company wurde zu diesem Zweck mit einem Kapital von 50.000 US-Dollar gegründet.
Es scheint, dass das Unternehmen etwas naiv an die Sache heranging; die streikenden Angestellten hätten kaum zugelassen, dass mit einem alternativen Transportmittel ihr Arbeitskampf unterlaufen würde. Der vorgesehene Bus war mit einer Länge von 6,71 m (22 Fuß) und 26 Sitzplätzen hoffnungslos zu schwer für den Einzylindermotor mit 2 ¾ bis 3 PS (nach damaliger Berechnungsmethode).
Konstrukteur des Rail-less Streetcar war der ortsansässige Ingenieur Paul Gaeth, der zuvor bereits mit dem Gaethmobile ein eigenes Auto gebaut hatte. Er hatte allerdings große Mühe damit, einen ersten Prototyp nur schon zum Laufen zu bringen. Schließlich wurden einige Exemplare fertiggestellt. Die zu erwartenden Probleme bezüglich der Untermotorisierung traten auf; es wurden wohl einige wenige dieser Busse verkauft.

## Markenname People’s
Den meisten wurde allerdings der Motor ausgebaut, um ihn in einem leichten, zweisitzigen Runabout zu verwenden. Dafür war der liegend unter dem Sitz angebrachte Motor weit besser geeignet. Das People’s Runabout war eine konventionelle Konstruktion mit Drahtspeichenrädern, einer Antriebskette, die längs mittig zum Differential an der Hinterachse geführt wurde, und den üblichen Lenkhebel; Lenkräder setzten sich erst später durch. Eine zeitgenössische Aufnahme zeigt keine Bremstrommeln an den Rädern, was den Schluss nahelegt, dass der rechts vom Fahrer angebrachte Hebel zum Verlangsamen entweder auf das Getriebe oder das Differential (oder beides) einwirkt. Das Fahrzeug wurde zu 650 Dollar verkauft; ein Preis, der jenem des populären Oldsmobile Curved Dash mit anfangs 4 ½ PS entsprach. Laut einer Quelle entstanden sechs Pkw dieser Marke.

## Markenname Buckeye
Hier leistete der Einzylindermotor 2,75 PS. Der Motor war unter dem Sitz montiert. Der Lenkhebel befand sich in Fahrzeugmitte. Das Fahrzeug hatte Drahtspeichenräder. Karosserieform war ein zweisitziger Runabout. Der Bausatz umfasste alle Einzelteile außer der Karosserie und den Reifen. Der Preis betrug 447,50 Dollar. Als Komplettfahrzeug verlangte das Unternehmen 1000 Dollar. Eine Quelle vermutet, dass der große Preisunterschied die Interessenten dazu animieren sollte, den Bausatz anstelle des Komplettfahrzeugs zu kaufen.
Es scheint, dass dazu eine Tochtergesellschaft, die Buckeye Automobile Company, gegründet wurde. Der Kunde konnte das Auto zu 1000 Dollar ab Werk gebaut bestellen oder als Bausatz (ohne Karosserie und Räder) zu 447,50 Dollar.